# Eslövs kooperativa handelsförening
Eslövs kooperativa handelsförening var en konsumentförening i Eslöv, grundad 1903.

## Historik
Föreningen bildades vid ett möte den 11 februari 1903 som Järnvägsmännens konsumtionsförening i Eslöf och var då enbart tillgänglig för järnvägsanställda. Inledningsvis hade den 43 medlemmar. Affären kunde öppna den 1 maj 1903 och var öppen tre dagar i veckan.
Sedermera öppnades föreningen upp för andra än järnvägsanställda. År 1915 ändrades namnet till Eslövs kooperativa handelsförening.
År 1925 öppnades en filial i Stehag, föreningens första utanför Eslöv. År 1931 öppnades en filial i Flyinge.
Under början 1930-talet diskuterades ett sammangående med de kooperativa föreningarna i Höör, Hörby och Röstånga samt Eslövs arbetares bageriförening, vilket Eslövsföreningen ställde sig positiv till. Höörs kooperativa konsumtionsförening röstade däremot med en stor majoritet mot förslaget. Det blev den gången bara Röstånga kooperativa handelsförening  som uppgick i Eslövsföreningen, vilket skedde den 1 januari 1932.
Hösten 1932 etablerades en köttbutik vid Kyrkogatan. Under 1934 byggdes en ny affärsbyggnad på Västergatan 37 efter KFAI:s ritningar. Den invigdes samma år och innehöll tre butiker, nämligen charkuteri-, speceri- samt bröd- och mjölkbutik.
År 1953 när föreningen firade 50 år hade den 19 butiker, vara elva speceriaffärer, tre mjölkaffärer, fyra charkuteributiker och en manufakturbutik belägna i Eslöv, Stehag, Flyinge, Röstånga, Färingtofta, Billinge och Kastberga. Runt 50-årsjubileumet etablerade föreningen även på prov sitt första snabbköp runt HSB:s bebyggelse i kvarteret Lammet.
År 1961 ändrades föreningens namn till  Konsumentföreningen Eslöv m. o. Under 1961 beslutade även Örtofta kooperativa handelsförening att gå upp i Eslövsföreningen.
År 1962 beslutades att föreningen skulle gå ihop med Höörs konsumtionsförening och Hörbyortens konsumtionsförening för att bilda Konsum Mellanskåne. Sammanslagning genomfördes genom att föreningarna i Höör och Hörby gick upp i Eslövsföreningen. Namnet ändrades när nya stadgar antogs i april 1963. Eslövs arbetares bageriförening var fortsatt fristående fram till 1977 när den gick i konkurs.